# Álvaro Gutiérrez
Álvaro Gutiérrez Pelscher (Montevidéu, 21 de julho de 1968) é um treinador e ex-futebolista uruguaio que atuava como volante. Atualmente, treina o Nacional.

## Carreira
Gutierrez integrou a Seleção Uruguaia de Futebol na Copa América de 1995.

## Títulos

### Como jogador
Bella Vista
- Campeonato Uruguaio: 1990

Nacional
- Campeonato Uruguaio: 1992

Seleção Uruguaia
- Copa América: 1995

### Como treinador
Nacional
- Campeonato Uruguaio: 2014–15